# Gun (mitologia)
Gǔn, Conte di Chóng (cinese: 崇伯鯀) è una figura della mitologia cinese, talvolta indicato come il padre di Yu il Grande, il fondatore della Dinastia Xia. A Gun era stato affidato il compito di controllare la Grande Alluvione dall'Imperatore Yao su consiglio delle Quattro Montagne. Gun usò delle dighe per cercare di arginare l'alluvione ma le dighe furono distrutte, uccidendo molte persone.

## Mitologia
In molte versioni della mitologia cinese, Gun appare come un semidio. Alcune leggende narrano che egli abbia perfino scoperto alcuni segreti degli dei. Al fine di creare dighe che potessero arginare alluvioni, rubò lo Xirang (cinese: 息壤) (suolo auto-rigenerante) agli dei. Dopo aver terminato le dighe, quando il livello dell'acqua crebbe, anche la terra magica delle dighe crebbe per mantenere l'acqua all'interno. Questo sistema funzionò molto bene all'inizio ma quando le dighe divennero troppo alte (secondo la leggenda, crebbero fino a nove rèn, un'antica misura cinese indicante dall'uno ai tre metri di altezza), crollarono causando la morte di molte persone nell'alluvione che ne derivò.
Alcune leggende narrano che Gun fu pertanto condannato a morte dall'Imperatore Shun sulla Montagna della Piuma, mentre secondo altre leggende avrebbe commesso suicidio. Prima di morire però, chiese a suo figlio, Yu il Grande, di terminare il suo lavoro.